# Reddingstation Wijdenes
Het reddingstation Wijdenes is een stichting die tot doel heeft het verlenen van hulp aan in nood verkerende schepen op het Markermeer.

## Geschiedenis
Het reddingstation Wijdenes is opgericht in 2007 nadat de brandweer van Wijdenes in 2006 wegens bezuinigingen is opgeheven.
Het reddingstation wordt bemand door vrijwilligers die zich inzetten om hulp te bieden aan mensen en schepen in nood op het water. Reddingstation Wijdenes is 24 uur per dag en 7 dagen per week beschikbaar en wordt middels het P2000 netwerk door de Nederlandse Kustwacht, Gemeenschappelijke Meldkamer en KNRM-alarmcentrale gealarmeerd. Het werkgebied van het reddingstation betreft het gehele Markermeer inclusief de aangrenzende havens en recreatiegebieden. Tijdens ijsgang op het Markermeer is het reddingstation inzetbaar voor ijsreddingen samen met de brandweer. Het reddingstation is oorspronkelijk in 1986 onder verantwoordelijkheid van de brandweer Venhuizen opgericht, nadat een inwoner van Wijdenes (die tevens vaste gebruiker was van de haven) een reddingsactie had uitgevoerd voor de haven.
Tussen 1986 en 2007 hebben verschillende reddingsboten dienstgedaan op het Reddingstation Wijdenes. De laatste twee reddingboten waren de snelle reddingboot Orka en Ex Rijkswaterstaat peilvlet Reddingboot Zeehond.

### Gelieerde status
Bij de oprichting van het reddingstation Wijdenes is door de Koninklijke Nederlandse Redding Maatschappij (KNRM) de gelieerde status verleend. Deze gelieerde status geeft recht op technische ondersteuning, hulp op opleidingsgebied en een jaarlijkse financiële bijdrage.
Ook geeft de gelieerde status slachtoffers en donateurs de waarborg dat reddingstation Wijdenes op hetzelfde niveau als de KNRM haar verplichtingen uitvoert. De KNRM hoopt met het ondersteunen van een aantal kleinere stations de druk op de eigen stations enigszins te verminderen.

## Opleidingen
Hoewel het reddingswerk op vrijwilligers steunt, vereist het professionele vaardigheden van mensen die weten wat ze in een noodsituatie moeten doen. De vrijwilligers worden daarom volgens de hoge KNRM-richtlijnen opgeleid. Dit betreft EHBO-, navigatie-, communicatie-, vaartrainingen en cursussen op het gebied van veiligheid en incidentbestrijding.

## Materieel
- 1x Technomarine C-RIB 30 met 2x 250 PK Evinrude buitenboordmotor
- 1x Tornado 8.50 met 225 PK Honda buitenboordmotor (Ex KNRM)
- 1x Stalen oefenvlet met Yamaha 8 PK 4takt langstaart buitenboordmotor